# Virginia Raggi
Virginia Elena Raggi (uitspr.: [virˈdʒinja ˈɛlena ˈraddʒi]; Rome, 18 juli 1978) is een Italiaanse advocaat en was van juni 2016 tot oktober 2021 de burgemeester van Rome. Raggi is lid van de anti-corruptiepartij MoVimento 5 Stelle (M5S). Met Raggi was voor het eerst een vrouw gekozen als burgemeester van Rome.

## Biografie
Raggi werd geboren in de wijk Appio Latino in Rome. Ze studeerde rechten aan de Roma Tre-universiteit. Ze was lid van lokale wijkraden, voordat ze in 2014 lid werd van de Movimente 5 Stelle in het Romeinse district XIV. Raggi woont met haar echtgenoot en zoon in Rome.

## Politiek
In de Romeinse gemeenteraadsverkiezingen in 2013 werd Raggi samen met vier andere partijleden gekozen in de gemeenteraad. Hoewel de gemeenteraad in Rome gewoonlijk vijf jaar aanblijft, werden er ditmaal eerder verkiezingen gehouden na het aftreden van burgemeester Ignazio Marino van de Democratische Partij. Marino trad af, nadat meer dan de helft van de gemeenteraadsleden was afgetreden. Raggi won de partijnominatie van M5S ten koste van Marcello De Vito, die in 2013 nog de kandidaat van M5S was voor de burgemeesterspost.
Op 5 juni 2016 werd Raggi na het behalen van meer dan 35 procent van de stemmen eerste tijdens de eerste ronde van de Romeinse burgemeestersverkiezingen. In de tweede ronde van de verkiezingen, op 19 juni 2016, stond zij tegenover Roberto Giachetti (Democratische Partij), de vicevoorzitter van de Kamer van Afgevaardigden. Raggi won deze tweede ronde met 67,2 procent van de stemmen en werd hierdoor de eerste vrouwelijke burgemeester van Rome.
Op 21 oktober 2021 werd ze als burgemeester van Rome opgevolgd door Roberto Gualtieri.